# Vương quốc Hungary (1526–1867)
Vương quốc Hungary giai đoạn từ năm 1526 đến 1867 tồn tại như một quốc gia nằm ngoài Đế quốc La Mã Thần thánh, nhưng đồng thời là một phần của các lãnh thổ thuộc Nhà Habsburg, sau này trở thành Đế quốc Áo vào năm 1804. Sau Trận Mohács năm 1526, đất nước do hai vị vua được trao vương miện cai trị song song (John I và Ferdinand I). Trong giai đoạn đầu, phạm vi lãnh thổ thực sự dưới quyền kiểm soát của Habsburg vẫn còn tranh chấp vì cả hai vua đều tuyên bố chủ quyền toàn bộ vương quốc. Thời kỳ bất ổn này kéo dài cho đến năm 1570 khi John Sigismund Zápolya (John II) thoái vị, nhường ngôi vua Hungary cho Hoàng đế Maximilian II.
Trong những giai đoạn đầu, vùng đất dưới quyền cai trị của các vua Hungary thuộc Habsburg được gọi là cả "Vương quốc Hungary" và "Hungary Hoàng gia" (Royal Hungary). Hungary Hoàng gia được xem như biểu tượng cho sự tiếp nối của luật pháp chính thống  sau cuộc chiếm đóng của Đế quốc Ottoman, vì vùng đất này vẫn có thể duy trì các truyền thống pháp lý của mình, nhưng trên thực tế chỉ là một tỉnh của Habsburg. Giới quý tộc Hungary buộc triều đình Viên phải thừa nhận rằng Hungary là một đơn vị đặc biệt trong lãnh thổ Habsburg và phải được cai trị phù hợp với các đạo luật riêng. Tuy nhiên, sử học Hungary lại coi Transylvania là sự tiếp nối trực tiếp của Vương quốc Hungary trung cổ nhằm phục vụ cho lợi ích dân tộc.
Theo các điều khoản của Hòa ước Karlowitz (1699), chấm dứt Đại chiến Thổ Nhĩ Kỳ, Đế quốc Ottoman nhượng lại gần như toàn bộ Hungary thuộc Ottoman. Các lãnh thổ này được hợp nhất với Vương quốc Hungary, và mặc dù quyền lực của Nghị viện Hungary tại Pressburg phần lớn chỉ mang tính hình thức, nhưng cơ quan này vẫn là tổ chức cai quản chính thức.
Hai cuộc khởi nghĩa lớn tại Hungary là Chiến tranh Độc lập Rákóczi đầu thế kỷ 18 và Cách mạng Hungary 1848, đều đánh dấu những bước ngoặt quan trọng trong sự phát triển chính thể. Năm 1867, vương quốc trở thành một phần của Đế quốc Áo-Hung dưới hình thức quân chủ lưỡng thể.

## Hungary Hoàng gia (1526–1699)

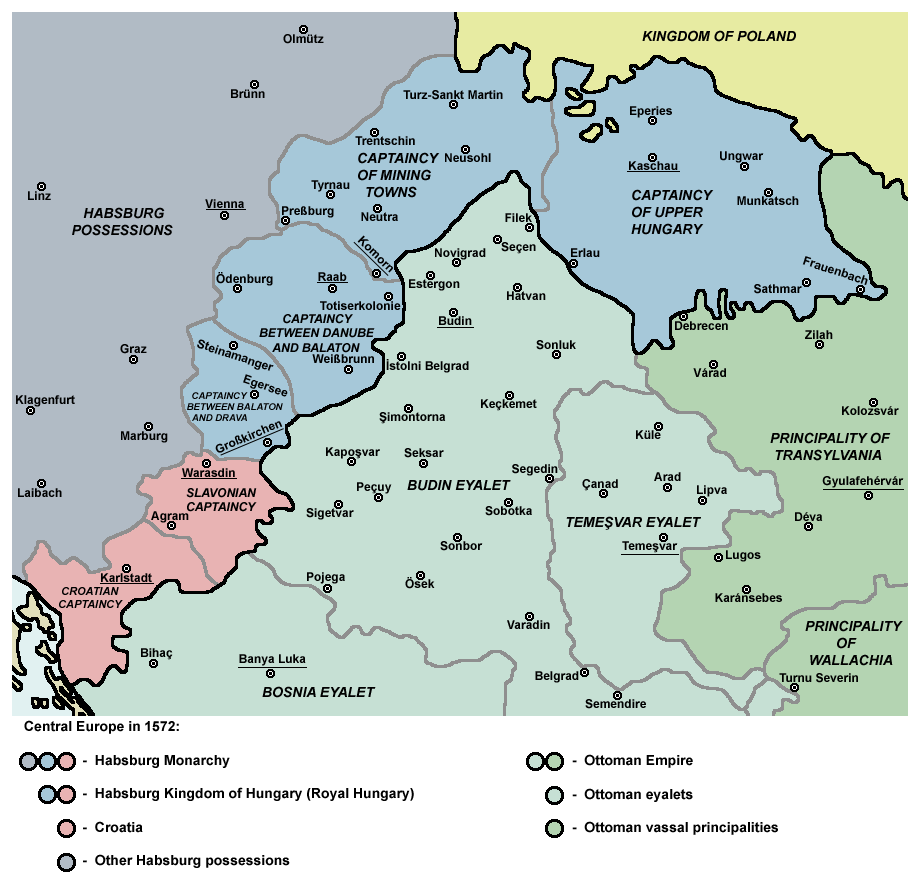
Các tổng trấn của Vương quốc Hungary khoảng năm 1572

Hungary Hoàng gia (1526–1699), (tiếng Hungary: Királyi Magyarország, tiếng Đức: Königliches Ungarn), là tên gọi phần lãnh thổ của Vương quốc Hungary trung cổ nơi Nhà Habsburg được công nhận là Quốc vương Hungary sau chiến thắng của Đế quốc Ottoman tại Trận Mohács (1526) và sự phân chia đất nước sau đó.
Việc chia cắt lãnh thổ tạm thời giữa hai đối thủ János I và Ferdinand I chỉ diễn ra vào năm 1538, theo Hiệp ước Nagyvárad, khi nhà Habsburg nắm được các vùng phía bắc và tây của vương quốc (Hungary Hoàng gia), với thủ đô mới Pressburg (Pozsony, nay là Bratislava). János I giữ được phần phía đông của vương quốc (được gọi là Vương quốc Hungary phía Đông). Các quân chủ Habsburg cần tiềm lực kinh tế của Hungary để tiến hành các cuộc chiến với Ottoman. Trong thời kỳ chiến tranh với Ottoman, lãnh thổ của Vương quốc Hungary xưa giảm khoảng 60%. Dù chịu tổn thất lớn về lãnh thổ và dân số, Hungary Hoàng gia nhỏ hơn và bị tàn phá bởi chiến tranh vẫn quan trọng ngang với các lãnh thổ thừa kế của Áo hay Các vùng đất thuộc Vương miện Bohemia vào cuối thế kỷ 16.
Lãnh thổ của Slovakia ngày nay và vùng tây bắc Transdanubia thuộc về thực thể này, trong khi quyền kiểm soát khu vực đông bắc Hungary thường thay đổi giữa Hungary Hoàng gia và Công quốc Transylvania. Các vùng trung tâm của Vương quốc Hungary trung cổ bị Đế quốc Ottoman sáp nhập trong 150 năm (xem Hungary Ottoman).
Năm 1570, János Sigismund Zápolya thoái vị ngôi vua Hungary để nhường cho Hoàng đế Maximilian II theo các điều khoản của Hiệp ước Speyer (1570).
Thuật ngữ "Hungary Hoàng gia" không còn được sử dụng sau năm 1699, và các vua Habsburg gọi đất nước mới mở rộng bằng danh xưng chính thức hơn là "Vương quốc Hungary".

### Các vua nhà Habsburg
Nhà Habsburg, một triều đại có ảnh hưởng lớn trong Đế quốc La Mã Thần thánh, đã được bầu làm Quốc vương Hungary.
Hungary Hoàng gia trở thành một phần của Chế độ quân chủ Habsburg và có ít ảnh hưởng tại Viên. Quốc vương Habsburg trực tiếp kiểm soát các vấn đề tài chính, quân sự và ngoại giao của Hungary Hoàng gia, đồng thời quân đội hoàng gia bảo vệ biên giới. Nhà Habsburg tránh bổ nhiệm thái thú để ngăn việc chức vụ này trở nên quá quyền lực. Ngoài ra, cái gọi là “vấn đề Thổ Nhĩ Kỳ” chia rẽ Habsburg và người Hungary: Viên muốn duy trì hòa bình với Ottoman, trong khi người Hungary muốn đánh đuổi họ. Nhận thấy vị thế yếu kém của mình, nhiều người Hungary trở nên chống Habsburg. Họ phàn nàn về ách cai trị ngoại bang, hành vi của quân đồn trú nước ngoài, và việc Habsburg công nhận quyền bá chủ của Thổ Nhĩ Kỳ tại Công quốc Transylvania. Dù thường nằm dưới quyền bá chủ của Đế quốc Ottoman, Transylvania đôi khi còn có chế độ song chư hầu – vừa thần phục các quốc vương Hungary thuộc Habsburg, vừa thần phục các sultan Ottoman trong thế kỷ 16 và 17. Trong khi đó, Tin Lành giáo đồ bị bức hại ở Hungary Hoàng gia lại xem Phản Cải cách là mối đe dọa lớn hơn cả người Thổ.
Nhánh Áo của nhà Habsburg cần tiềm lực kinh tế của Hungary để phục vụ cho các Chiến tranh Habsburg–Ottoman. Trong các cuộc chiến này, lãnh thổ do Vương quốc Hungary kiểm soát đã mất khoảng 60%. Bất chấp những tổn thất to lớn về lãnh thổ và dân số, Hungary Hoàng gia nhỏ hơn và bị tàn phá bởi chiến tranh vẫn có tầm quan trọng kinh tế ngang với các lãnh thổ thừa kế của Áo hay Các vùng đất thuộc Vương miện Bohemia vào cuối thế kỷ 16. Trong số các lãnh thổ của mình, Vương quốc Hungary tuy suy kiệt nhưng vẫn là nguồn thu nhập lớn nhất của Ferdinand I thời đó.

### Cải cách Kháng Cách

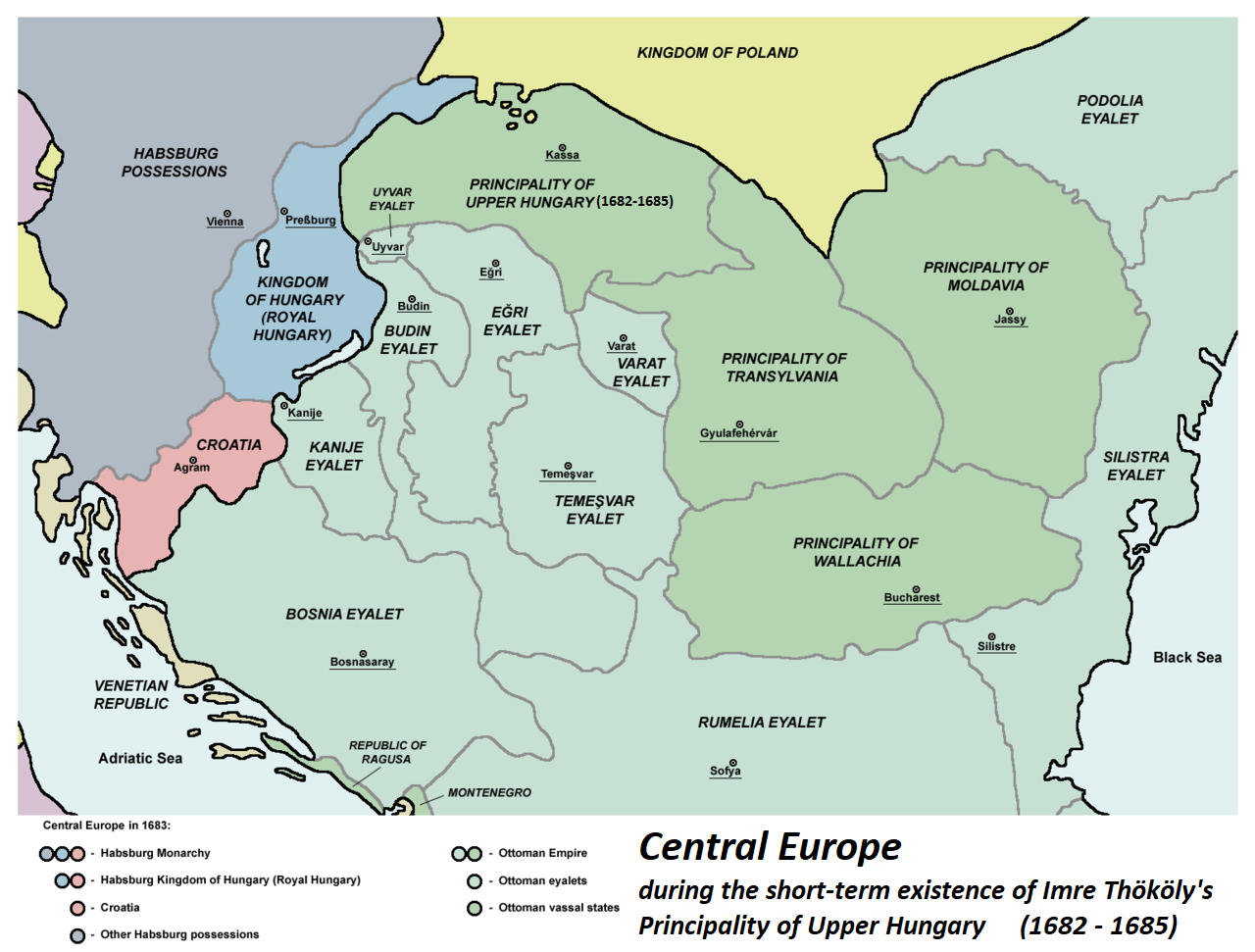
Hungary Hoàng gia, Thân vương quốc Hungary Thượng, Công quốc Transylvania và các eyalet Ottoman khoảng năm 1683

Phong trào Cải cách Kháng Cách lan rộng nhanh chóng, và đến đầu thế kỷ 17, hầu như không còn gia tộc quý tộc nào giữ đạo Công giáo. Ở Hungary Hoàng gia, đa số dân cư đã theo Giáo hội Luther vào cuối thế kỷ 16.
Tổng giám mục Péter Pázmány đã tái tổ chức Giáo hội Công giáo Rôma tại Hungary Hoàng gia và dẫn dắt phong trào Phản Cải cách nhằm đảo ngược những thành quả của Tin Lành giáo ở đây, chủ yếu bằng thuyết phục chứ không dùng khủng bố. Phong trào Cải cách đã gây chia rẽ giữa người Công giáo, vốn thường ủng hộ nhà Habsburg, và người Tin Lành, những người hình thành ý thức dân tộc mạnh mẽ và bị coi là phiến loạn dưới mắt người Áo. Hố sâu cũng hình thành giữa các đại quý tộc chủ yếu theo Công giáo và các quý tộc nhỏ hơn phần lớn theo Tin Lành.

## Vương quốc Hungary trong thời kỳ cận đại cho đến năm 1848

### Thế kỷ 18

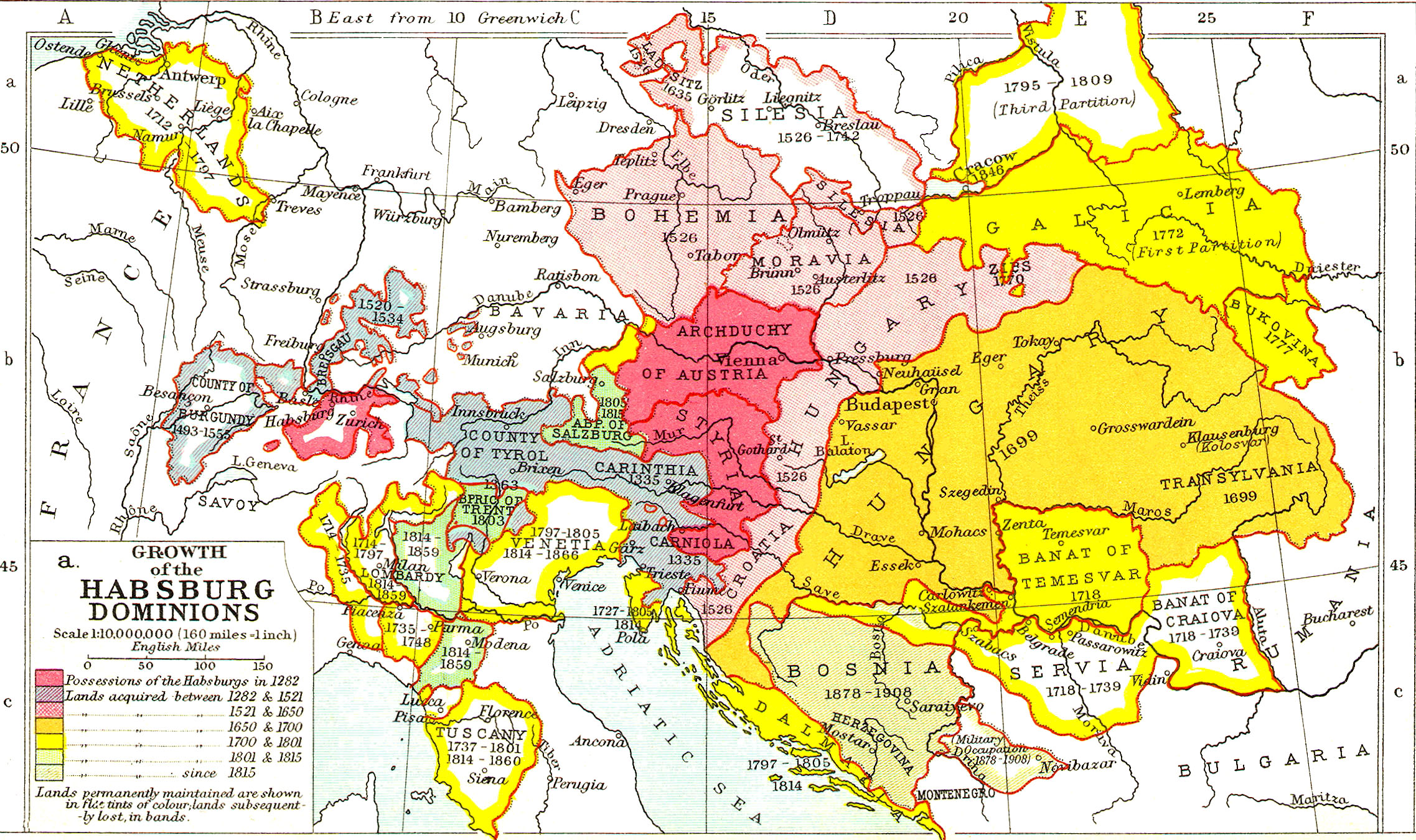
Sự mở rộng lãnh thổ của nhà Habsburg

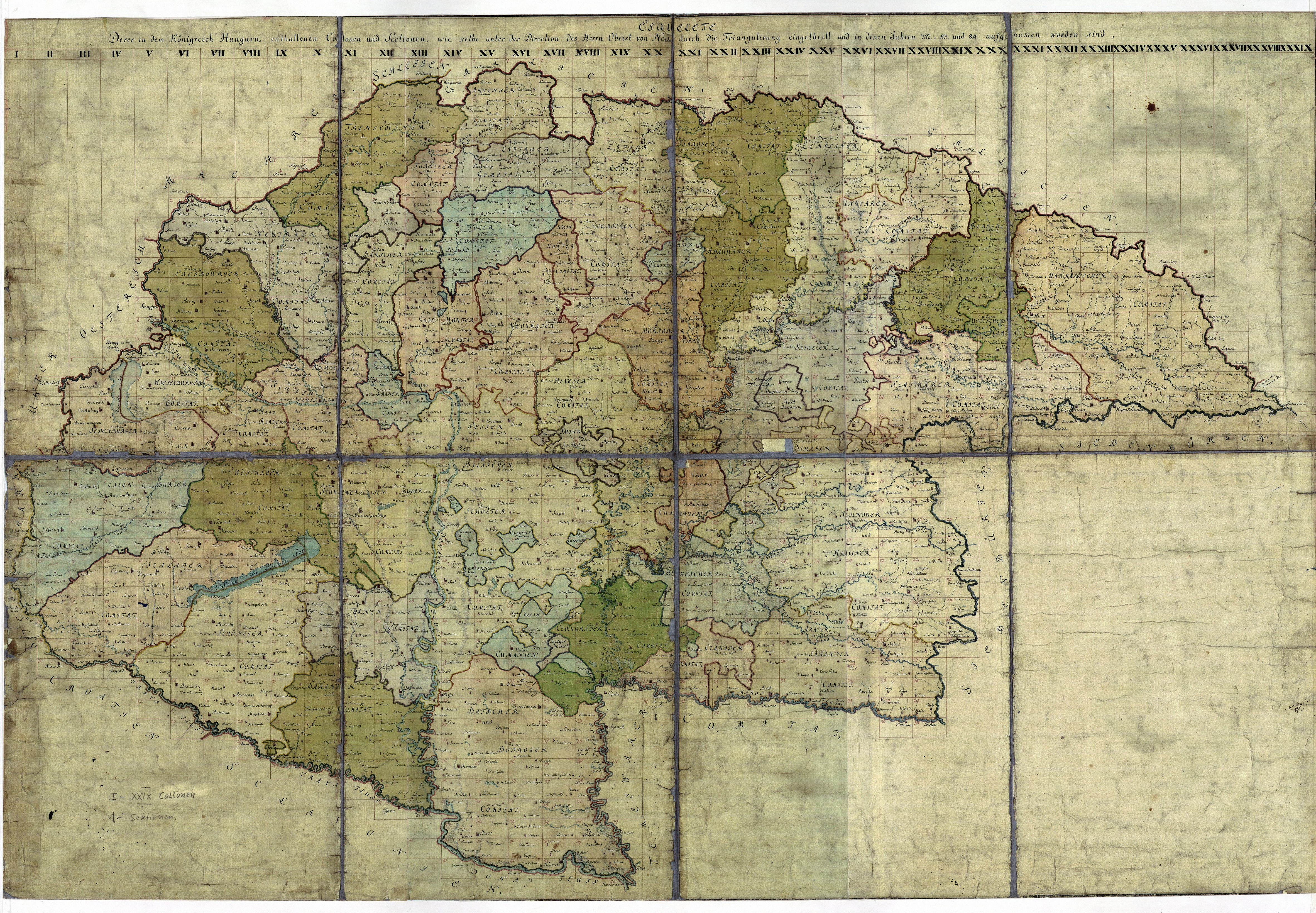
Vương quốc Hungary trên bản đồ Josephinische Landesaufnahme gốc, 1782–1785

Khi quyền kiểm soát của nhà Habsburg đối với các vùng đất của người Thổ ngày càng tăng, các đại thần của Leopold I lập luận rằng ông nên cai trị Hungary như một lãnh thổ chinh phục. Tại nghị viện của "Hungary Hoàng gia" ở Pressburg năm 1687, Hoàng đế hứa sẽ tuân thủ mọi luật lệ và đặc quyền. Tuy nhiên, quyền thừa kế ngai vàng của nhà Habsburg được công nhận, và quyền kháng cự của quý tộc bị bãi bỏ. Năm 1690 Leopold bắt đầu phân phát lại đất đai giành được từ tay người Thổ. Các quý tộc Tin Lành và những người Hungary khác bị coi là bất trung với nhà Habsburg đều mất đi lãnh địa của mình, vốn được trao cho người ngoại quốc. Viên kiểm soát ngoại giao, quốc phòng, thuế quan và các chức năng khác.
Sự đàn áp Tin Lành giáo đồ và việc tịch thu đất đai đã khiến người Hungary phẫn nộ, và vào năm 1703, một cuộc khởi nghĩa nông dân đã châm ngòi cho cuộc nổi dậy kéo dài tám năm chống lại ách cai trị Habsburg. Ở Transylvania, vốn trở thành một phần của Hungary trở lại vào cuối thế kỷ 17 (với tư cách là một tỉnh, gọi là "Công quốc Transylvania" với Nghị viện đặt tại Gyulafehérvár), người dân đã đoàn kết dưới quyền Francis II Rákóczi, một đại quý tộc Công giáo Rôma. Hầu hết Hungary sớm ủng hộ Rákóczi, và Nghị viện Hungary đã bỏ phiếu hủy bỏ quyền thừa kế ngai vàng của nhà Habsburg. Tuy nhiên, tình thế đã thay đổi khi Habsburg ký hòa ước ở phương Tây và dồn toàn lực chống lại người Hungary. Cuộc chiến kết thúc năm 1711, khi Bá tước Károlyi, Tổng tư lệnh quân đội Hungary, đồng ý ký Hiệp ước Szatmár. Hiệp ước quy định hoàng đế đồng ý triệu tập lại Nghị viện ở Pressburg và ân xá cho những người nổi dậy.
Người kế vị Leopold, vua Charles III (1711–1740), bắt đầu xây dựng mối quan hệ hợp tác với Hungary sau Hiệp ước Szatmár. Charles yêu cầu Nghị viện thông qua Sắc lệnh Thực dụng, theo đó quân chủ Habsburg sẽ cai trị Hungary không phải với tư cách hoàng đế, mà là vua, chịu sự ràng buộc của hiến pháp và luật pháp Hungary. Ông hy vọng rằng Sắc lệnh Thực dụng sẽ giúp duy trì sự toàn vẹn của đế chế Habsburg nếu con gái ông, Maria Theresa, kế vị. Nghị viện đã thông qua Sắc lệnh Thực dụng năm 1723, và Hungary đồng ý trở thành một chế độ quân chủ cha truyền con nối dưới triều Habsburg miễn là triều đại này còn tồn tại. Trên thực tế, Charles và các hậu duệ của ông vẫn cai trị gần như độc đoán, kiểm soát ngoại giao, quốc phòng và tài chính của Hungary nhưng không có quyền đánh thuế quý tộc nếu không được họ chấp thuận.
Charles tổ chức đất nước dưới một chính quyền tập trung và năm 1715 thành lập một quân đội thường trực dưới quyền ông, được tài trợ và cung ứng hoàn toàn bởi dân chúng không thuộc quý tộc. Chính sách này đã giảm bớt nghĩa vụ quân sự của giới quý tộc mà vẫn duy trì quyền miễn thuế của họ. Charles cũng cấm cải đạo sang Tin Lành giáo, yêu cầu công chức phải tuyên xưng Công giáo, và cấm sinh viên Tin Lành du học ở nước ngoài.
Maria Theresa (1741–1780) đối diện ngay lập tức với thách thức từ Phổ của Friedrich II Đại đế khi bà trở thành người đứng đầu nhà Habsburg, với Chiến tranh Silesia lần thứ nhất. Năm 1741, bà xuất hiện trước Nghị viện ở Pressburg, bồng theo con trai sơ sinh và khẩn cầu giới quý tộc Hungary ủng hộ mình. Họ đã đứng về phía bà và giúp củng cố ngôi vị. Sau đó, Maria Theresa tiến hành các biện pháp để thắt chặt quan hệ với tầng lớp đại quý tộc Hungary. Bà thành lập các trường học đặc biệt để thu hút quý tộc Hungary về Viên.
Dưới thời Charles và Maria Theresa, Hungary tiếp tục suy thoái kinh tế. Hàng thế kỷ chiếm đóng và chiến tranh với Ottoman đã khiến dân số Hungary sụt giảm nghiêm trọng, và phần lớn phía nam đất nước gần như bị bỏ hoang. Một tình trạng thiếu lao động đã xảy ra khi các địa chủ khôi phục lại điền trang của mình. Để đối phó, nhà Habsburg bắt đầu đưa số lượng lớn nông dân từ khắp châu Âu tới định cư tại Hungary, đặc biệt là người Slovak, Serbia, Croatia và Đức. Nhiều người Do Thái cũng di cư từ Viên và các vùng đất Ba Lan thuộc đế chế vào cuối thế kỷ 18. Dân số Hungary đã tăng hơn gấp ba lần, đạt 8 triệu người trong giai đoạn từ 1720 đến 1787. Tuy nhiên, chỉ có 39% dân số là người Magyar, chủ yếu sống ở trung tâm đất nước.
Trong nửa đầu thế kỷ 18, Hungary vẫn là một nền kinh tế nông nghiệp, với 90% dân số làm việc trong lĩnh vực này. Giới quý tộc không sử dụng phân bón, đường sá kém phát triển, sông ngòi bị ngăn cản, và phương pháp bảo quản thô sơ gây ra tổn thất lớn về ngũ cốc. Hình thức trao đổi hàng hóa thay thế giao dịch bằng tiền, và hầu như không có thương mại giữa thị trấn và nông nô. Sau năm 1760, tình trạng dư thừa lao động xuất hiện. Dân số nông nô gia tăng, áp lực lên đất đai tăng, và mức sống của họ suy giảm. Địa chủ bắt đầu đòi hỏi nhiều hơn từ người thuê mới và vi phạm các thỏa thuận cũ. Để đối phó, Maria Theresa ban hành Urbarium năm 1767 nhằm bảo vệ nông nô bằng cách khôi phục quyền tự do di chuyển và giới hạn lao dịch. Bất chấp nỗ lực của bà và những giai đoạn cầu ngũ cốc tăng mạnh, tình hình vẫn tồi tệ hơn. Giữa năm 1767 và 1848, nhiều nông nô rời bỏ ruộng đất của mình. Phần lớn họ trở thành lao động nông nghiệp không đất đai vì thiếu phát triển công nghiệp nên ít có cơ hội làm việc tại thị trấn.
Joseph II (1780–1790), một nhà lãnh đạo năng động chịu ảnh hưởng sâu sắc của Thời kỳ Khai sáng, đã làm rung chuyển Hungary khỏi tình trạng trì trệ khi ông kế vị ngai vàng từ mẹ, Maria Theresa. Trong khuôn khổ Chủ nghĩa Josephin, Joseph tìm cách tập trung hóa quyền lực trong đế chế và cai trị bằng sắc lệnh như một chuyên chế khai sáng. Ông từ chối thực hiện lễ đăng quang theo truyền thống Hungary để tránh bị ràng buộc bởi hiến pháp Hungary. Trong giai đoạn 1781–1782, Joseph ban hành Chiếu khoan dung (Patent of Toleration), tiếp đó là Sắc lệnh khoan dung 1782 (Edict of Tolerance), trao cho người Tin Lành và Chính thống giáo đầy đủ quyền công dân và cho người Do Thái tự do thờ phượng. Ông quy định tiếng Đức thay thế tiếng Latinh làm ngôn ngữ chính thức của vương quốc, đồng thời trao cho nông dân quyền tự do rời bỏ ruộng đất, quyền kết hôn, và quyền đưa con vào học nghề. Hungary, Vương quốc Slavonia, Croatia, Biên giới quân sự và Transylvania trở thành một lãnh thổ đế chế duy nhất dưới một chính quyền, gọi là Vương quốc Hungary hay "Lãnh thổ của Vương miện Thánh Stephen". Khi giới quý tộc Hungary tiếp tục từ chối từ bỏ quyền miễn thuế, Joseph cấm nhập khẩu hàng hóa sản xuất từ Hungary vào Áo và bắt đầu khảo sát để chuẩn bị áp dụng thuế đất tổng quát.
Những cải cách của Joseph đã khiến giới quý tộc và tăng lữ Hungary phẫn nộ, trong khi nông dân bất mãn với thuế, quân dịch và việc trưng thu lương thực. Người Hungary coi cải cách ngôn ngữ của Joseph là biểu hiện của chủ nghĩa bá quyền văn hóa Đức, và họ phản ứng bằng cách khẳng định quyền sử dụng ngôn ngữ riêng. Hệ quả là tầng lớp quý tộc nhỏ Hungary khởi xướng một thời kỳ phục hưng ngôn ngữ và văn hóa dân tộc, với sự phát triển của điệu nhảy và trang phục dân gian. Giới quý tộc nhỏ cũng đặt câu hỏi về lòng trung thành của tầng lớp đại quý tộc, trong đó chưa đến một nửa là người Hungary bản địa, và ngay cả số này cũng đã trở thành những cận thần nói tiếng Pháp và Đức. Sự thức tỉnh dân tộc Hungary sau đó đã khơi dậy phong trào phục hưng dân tộc trong các cộng đồng thiểu số Slovak, Romania, Serbia và Croatia ở Hungary và Transylvania, vốn cảm thấy bị đe dọa bởi cả bá quyền văn hóa Đức và Hungary. Những phục hưng này sau đó đã nở rộ thành các phong trào dân tộc chủ nghĩa trong thế kỷ 19 và 20, góp phần vào sự sụp đổ cuối cùng của đế chế.
Cuối triều đại, Joseph tiến hành một chiến dịch tốn kém và thất bại chống người Thổ, làm suy yếu đế chế. Ngày 28 tháng 1 năm 1790, ba tuần trước khi qua đời, hoàng đế ra sắc lệnh hủy bỏ toàn bộ cải cách, ngoại trừ Chiếu khoan dung, các cải cách dành cho nông dân, và việc giải tán các dòng tu.
Người kế vị Joseph, Leopold II (1790–1792), khôi phục lại quy định hành chính coi Hungary là một quốc gia riêng biệt dưới quyền một vua Habsburg. Năm 1791, Nghị viện thông qua Luật X, nhấn mạnh địa vị Hungary là một vương quốc độc lập, chỉ được cai trị bởi một vị vua được đăng quang hợp pháp theo luật Hungary. Luật X sau này trở thành cơ sở cho các yêu sách về quốc gia độc lập của những nhà cải cách Hungary trong giai đoạn 1825–1849. Các đạo luật mới lại đòi hỏi sự phê chuẩn của cả vua Habsburg và Nghị viện, đồng thời tiếng Latinh được khôi phục làm ngôn ngữ chính thức. Tuy nhiên, các cải cách dành cho nông dân vẫn được duy trì, và người Tin Lành vẫn bình đẳng trước pháp luật. Leopold qua đời vào tháng 3 năm 1792, đúng lúc Cách mạng Pháp chuẩn bị bước vào thời kỳ Thời kỳ Khủng bố và gây chấn động các vương triều châu Âu.

### Nửa đầu thế kỷ 19
Chủ nghĩa chuyên chế khai sáng chấm dứt ở Hungary dưới thời người kế vị Leopold, Francis II (trị vì 1792–1835), người vốn có một sự ác cảm gần như bất thường đối với thay đổi, đưa Hungary vào nhiều thập kỷ trì trệ chính trị. Năm 1795, cảnh sát Hungary bắt giữ Ignác Martinovics và một số nhà tư tưởng hàng đầu của đất nước vì âm mưu tiến hành một cuộc cách mạng kiểu Jacobin nhằm thiết lập một hệ thống chính trị dân chủ cấp tiến và bình đẳng ở Hungary. Từ đó, Francis quyết tâm dập tắt bất kỳ mầm mống cải cách nào có thể thổi bùng ngọn lửa cách mạng. Việc xử tử những người bị cáo buộc âm mưu đã khiến các quý tộc ủng hộ cải cách im lặng, và trong khoảng ba thập kỷ, tư tưởng cải cách chỉ tồn tại trong thơ ca và triết học. Giới đại quý tộc, vốn cũng lo ngại rằng dòng chảy tư tưởng cách mạng có thể châm ngòi cho một cuộc nổi dậy quần chúng, đã trở thành công cụ của hoàng quyền và lợi dụng cơ hội này để gia tăng gánh nặng lên nông dân.
Năm 1804, Francis II, khi đó cũng là Hoàng đế La Mã Thần thánh và là người cai trị các lãnh thổ của triều Habsburg, đã sáng lập Đế quốc Áo, trong đó Hungary và tất cả các lãnh địa khác của triều đại được bao gồm. Khi làm vậy, ông đã tạo ra một cơ cấu chính thức bao trùm cho Chế độ quân chủ Habsburg, vốn đã tồn tại dưới dạng chế độ quân chủ tổng hợp suốt khoảng ba trăm năm trước đó. Bản thân ông trở thành Francis I (Franz I.), Hoàng đế Áo đầu tiên (Kaiser von Österreich), trị vì từ 1804 đến 1835, và do đó ông được mệnh danh là Doppelkaiser (hoàng đế kép) duy nhất trong lịch sử. Hoạt động của cơ cấu bao trùm này và địa vị của các lãnh thổ cấu thành Kaiserthum mới ban đầu vẫn giữ nguyên như dưới chế độ quân chủ tổng hợp trước năm 1804. Điều này đặc biệt thể hiện qua địa vị của Vương quốc Hungary, nơi các công việc vẫn do các thiết chế riêng (Quốc vương và Nghị viện) quản lý như trước đây, và luôn được coi là một vương quốc riêng biệt. Điều X năm 1790, được bổ sung vào hiến pháp Hungary trong giai đoạn quân chủ tổng hợp, đã sử dụng cụm từ Latinh "Regnum Independens". Do đó, trong tình thế mới, không có thiết chế đế chế nào can dự vào chính quyền nội bộ của Hungary.

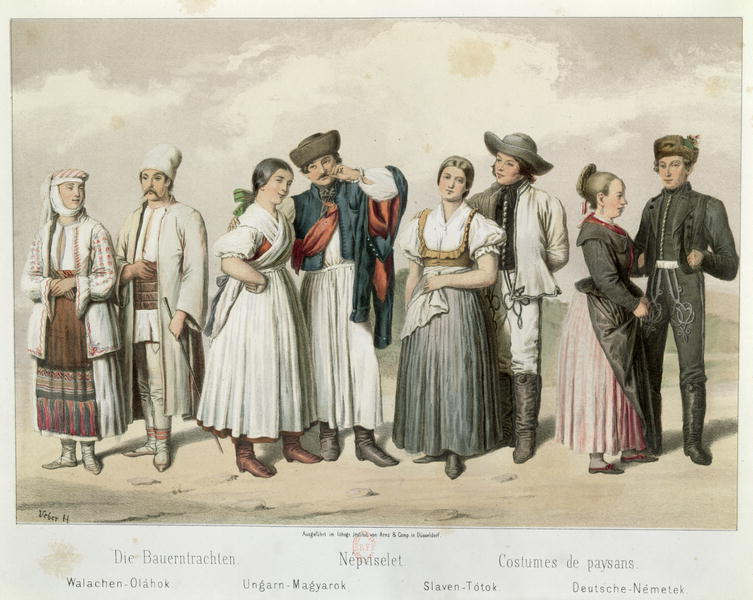
Trang phục của cư dân Vương quốc Hungary năm 1855: nông dân Romania, Hungary (Magyar), Slovak và Đức

Đầu thế kỷ 19, mục tiêu của những người sản xuất nông nghiệp ở Hungary đã chuyển từ canh tác tự cung tự cấp và sản xuất nhỏ lẻ phục vụ thương mại địa phương sang sản xuất quy mô lớn tạo ra lợi nhuận tiền mặt cho thị trường rộng lớn hơn. Sự cải thiện về đường bộ và đường thủy đã cắt giảm chi phí vận chuyển, trong khi quá trình đô thị hóa ở Áo, Bohemia, và Moravia cùng nhu cầu cung ứng cho Chiến tranh Napoléon đã thúc đẩy nhu cầu lương thực và hàng dệt. Hungary trở thành nước xuất khẩu ngũ cốc và len lớn. Đất đai mới được khai khẩn, và năng suất tăng nhờ phương pháp canh tác cải tiến. Tuy nhiên, Hungary không thu được lợi ích đầy đủ từ sự bùng nổ này, vì phần lớn lợi nhuận rơi vào tay các đại quý tộc, những người coi đó không phải là vốn để đầu tư mà là phương tiện để gia tăng xa hoa trong cuộc sống. Khi kỳ vọng tăng lên, những mặt hàng như vải lanh và đồ bạc – vốn được coi là xa xỉ – đã trở thành nhu yếu phẩm. Các đại quý tộc giàu có dễ dàng cân bằng thu nhập và chi tiêu, nhưng nhiều quý tộc nhỏ, lo sợ mất địa vị xã hội, đã lâm vào cảnh nợ nần để tài trợ cho chi tiêu của mình.
Thất bại cuối cùng của Napoléon đã mang lại suy thoái. Giá ngũ cốc sụt giảm khi nhu cầu giảm, và nợ nần đã trói buộc phần lớn giới quý tộc nhỏ Hungary. Nghèo đói buộc nhiều quý tộc nhỏ phải lao động để mưu sinh, và con trai họ theo học các trường để đào tạo cho công việc hành chính hoặc nghề nghiệp chuyên môn. Sự suy thoái của quý tộc nhỏ tiếp diễn dù đến năm 1820, xuất khẩu của Hungary đã vượt mức thời chiến. Khi số lượng quý tộc nhỏ có bằng cấp ngày càng tăng, bộ máy quan liêu và các ngành nghề chuyên môn trở nên bão hòa, khiến nhiều cử nhân bất mãn thất nghiệp. Thành viên của tầng lớp trí thức mới này nhanh chóng bị cuốn hút bởi các tư tưởng chính trị cấp tiến từ Tây Âu và tổ chức thành phong trào để thay đổi hệ thống chính trị Hungary.
Francis hiếm khi triệu tập Nghị viện (thường chỉ để yêu cầu binh lính và lương thực cho chiến tranh) mà không gặp phải phàn nàn. Khó khăn kinh tế đã đưa sự bất mãn của giới quý tộc nhỏ đến đỉnh điểm vào năm 1825, khi Francis cuối cùng phải triệu tập Nghị viện sau mười bốn năm gián đoạn. Các bất bình được nêu lên, và những lời kêu gọi cải cách công khai được đưa ra, bao gồm yêu cầu giảm sự can thiệp của hoàng quyền vào công việc của giới quý tộc và mở rộng việc sử dụng tiếng Hungary.
Nhân vật vĩ đại đầu tiên của thời kỳ cải cách đã xuất hiện trong kỳ họp Nghị viện năm 1825. Bá tước István Széchenyi, một đại quý tộc xuất thân từ một trong những gia tộc quyền lực nhất Hungary, đã khiến nghị viện chấn động khi ông đọc bài diễn văn đầu tiên bằng tiếng Hungary tại thượng viện và ủng hộ đề xuất thành lập một học viện khoa học và nghệ thuật Hungary bằng cách hiến một năm thu nhập để hỗ trợ. Năm 1831, các quý tộc tức giận đã đốt cuốn sách *Hitel* (Tín dụng) của Széchenyi, trong đó ông lập luận rằng đặc quyền quý tộc vừa không thể biện minh về mặt đạo đức, vừa gây hại cho chính quý tộc về mặt kinh tế. Széchenyi kêu gọi một cuộc cách mạng kinh tế và cho rằng chỉ có các đại quý tộc mới có khả năng thực hiện cải cách. Ông ủng hộ mối liên kết chặt chẽ với đế chế Habsburg và kêu gọi bãi bỏ quyền thừa kế bất động sản và chế độ nông nô, đánh thuế địa chủ, tài trợ phát triển bằng vốn nước ngoài, thành lập ngân hàng quốc gia, và đưa lao động làm công ăn lương vào nền kinh tế. Ông đã truyền cảm hứng cho các dự án như xây dựng Cầu xích Széchenyi nối Buda và Pest. Tuy nhiên, những sáng kiến cải cách của Széchenyi cuối cùng thất bại vì ông nhắm vào các đại quý tộc – vốn không mặn mà với thay đổi – và vì tốc độ chương trình quá chậm để thu hút quý tộc nhỏ đang bất mãn.
Lãnh tụ cải cách được yêu mến nhất ở Hungary, Lajos Kossuth, đã đưa ra những lời kêu gọi sôi nổi về thay đổi hướng tới giới quý tộc nhỏ. Kossuth là con trai của một quý tộc nhỏ không có đất, theo đạo Tin Lành. Ông hành nghề luật cùng cha trước khi chuyển tới Pest. Tại đây, ông viết các bình luận về hoạt động nghị viện, khiến ông trở nên nổi tiếng trong giới trẻ có tư tưởng cải cách. Kossuth bị bỏ tù năm 1836 vì tội phản quốc. Sau khi được trả tự do năm 1840, ông nhanh chóng nổi danh với vai trò biên tập một tờ báo của đảng tự do. Kossuth lập luận rằng chỉ có sự tách rời chính trị và kinh tế khỏi Áo mới cải thiện được tình cảnh của Hungary. Ông kêu gọi mở rộng dân chủ nghị viện, công nghiệp hóa nhanh chóng, đánh thuế phổ quát, mở rộng kinh tế qua xuất khẩu, và bãi bỏ đặc quyền (bình đẳng trước pháp luật) cùng chế độ nông nô. Tuy nhiên, Kossuth cũng là một người yêu nước Hungary nồng nhiệt, và lời lẽ của ông đã khơi dậy sự phẫn nộ mạnh mẽ trong các nhóm dân tộc thiểu số của Hungary. Kossuth đã giành được sự ủng hộ từ giới quý tộc nhỏ cấp tiến, những người tạo thành phe đối lập thiểu số trong Nghị viện. Họ ngày càng đạt được nhiều thành công hơn trong việc thúc đẩy cải cách sau khi Francis qua đời năm 1835 và Ferdinand V (1835–1848) kế vị. Năm 1844, một đạo luật được ban hành quy định tiếng Hungary trở thành ngôn ngữ chính thức duy nhất của đất nước.

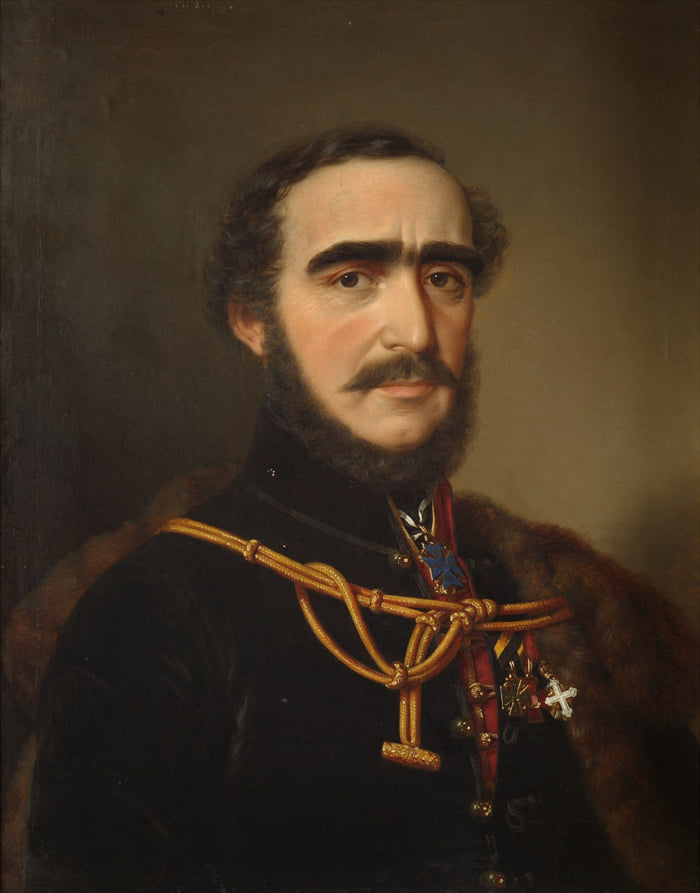
István Széchenyi, nhân vật vĩ đại đầu tiên của thời kỳ cải cách
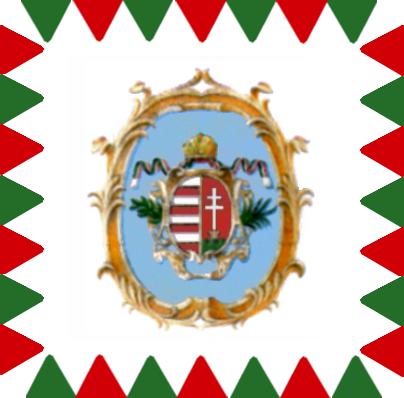
Lá cờ cách mạng, 1848–49
Quốc huy Hungary, 1849
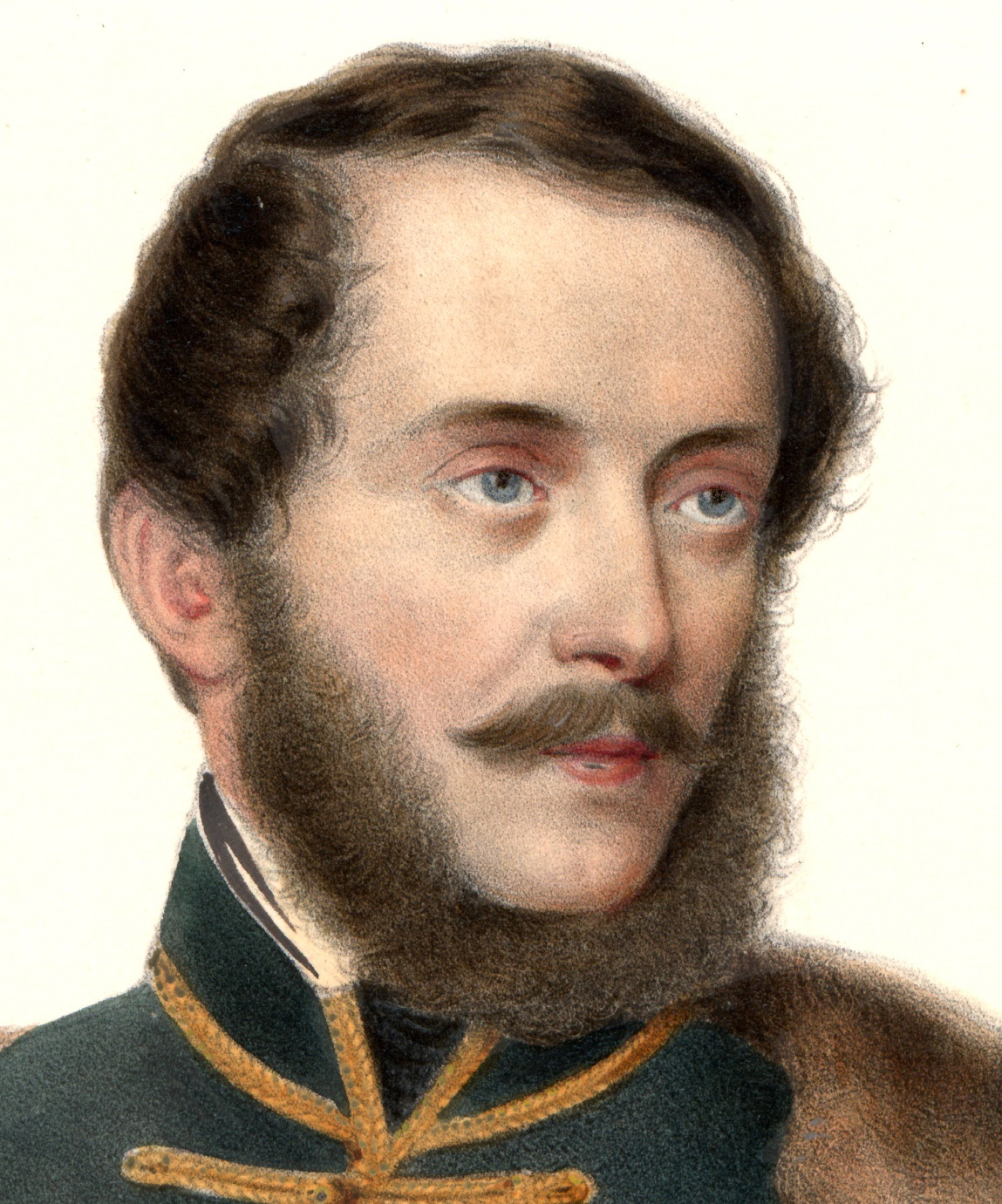
Lajos Kossuth, lãnh tụ cải cách nổi tiếng nhất của Hungary

## 1848–1867

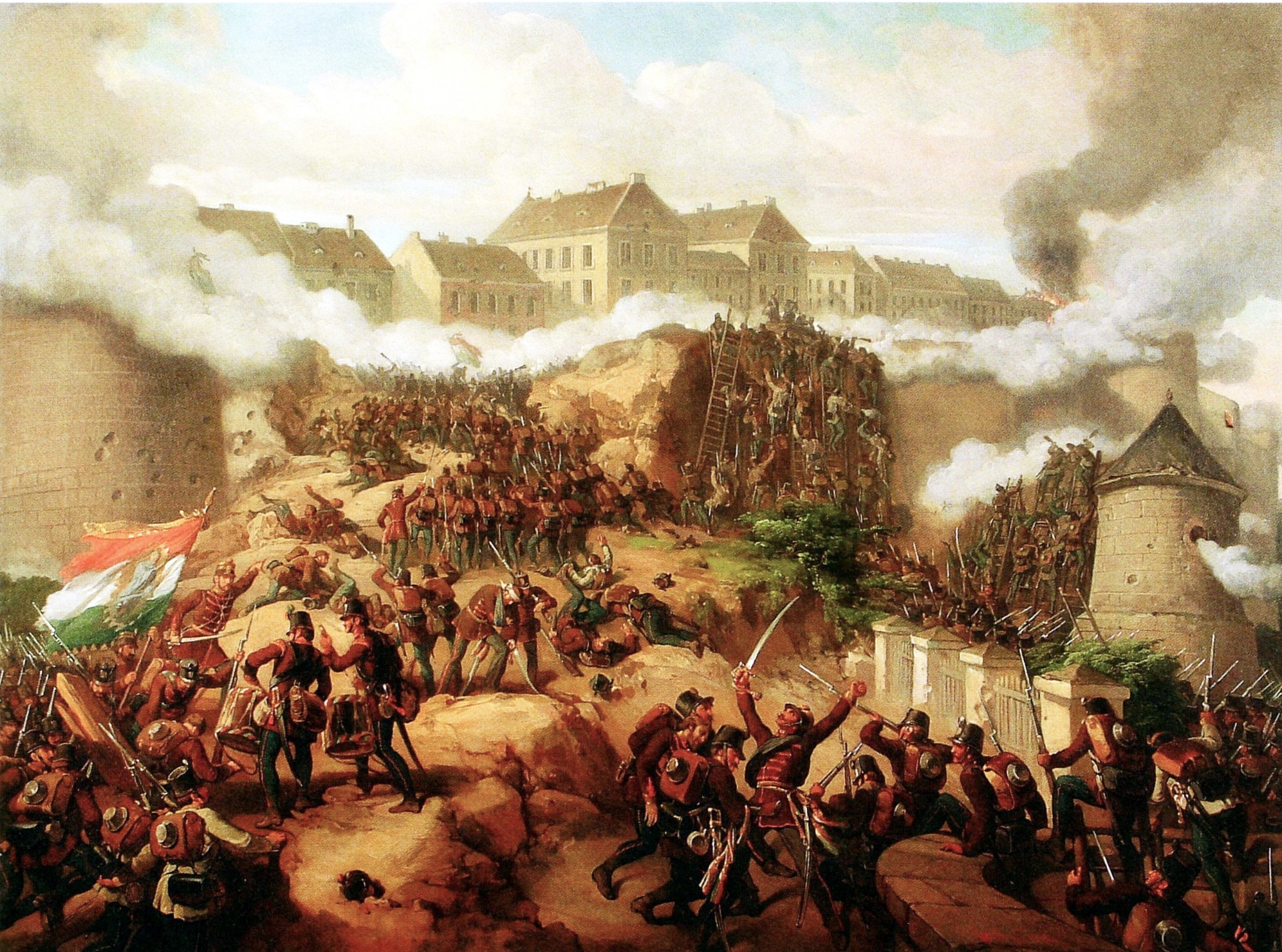
Trận Buda (1849) tháng 5 năm 1849, tranh của Mór Than

Sau Cách mạng Hungary 1848, hoàng đế đã bãi bỏ hiến pháp của Hungary và nắm quyền kiểm soát tuyệt đối. Hoàng đế Franz Joseph chia đất nước thành bốn lãnh thổ riêng biệt: Hungary, Transylvania, Croatia-Slavonia và Vojvodina (còn gọi là Banat). Các quan chức Đức và Bohemia điều hành chính quyền, và tiếng Đức trở thành ngôn ngữ hành chính cũng như giáo dục bậc cao. Các dân tộc thiểu số không phải Magyar ở Hungary hầu như chẳng được hưởng lợi gì từ việc họ ủng hộ Áo trong thời kỳ biến động. Một người Croat được cho là đã nói với một người Hungary: "Chúng tôi được thưởng bằng chính những gì người Magyar bị phạt."
Dư luận Hungary chia rẽ về mối quan hệ của đất nước với Áo. Một số người Hungary hy vọng tách khỏi Áo hoàn toàn; những người khác lại mong muốn một sự thỏa hiệp với nhà Habsburg, miễn là họ tôn trọng hiến pháp và luật pháp của Hungary. Ferenc Deák trở thành người ủng hộ chính cho giải pháp thỏa hiệp. Deák khẳng định tính hợp pháp của Luật tháng Tư và lập luận rằng việc sửa đổi chúng cần sự đồng thuận của Nghị viện Hungary. Ông cũng cho rằng việc phế truất nhà Habsburg là vô hiệu. Miễn là Áo còn cai trị một cách chuyên chế, Deák cho rằng người Hungary không nên làm gì hơn ngoài việc thụ động kháng cự trước những yêu cầu bất hợp pháp.
Vết nứt đầu tiên trong chế độ tân chuyên chế của Franz Joseph xuất hiện năm 1859, khi quân đội Sardinia-Piedmont và Pháp đánh bại Áo tại Trận Solferino. Thất bại này đã thuyết phục Franz Joseph rằng sự phản kháng dân tộc và xã hội đối với chính quyền của ông là quá mạnh để có thể quản lý chỉ bằng các sắc lệnh từ Viên. Dần dần, ông nhận ra sự cần thiết phải nhượng bộ đối với Hungary, và Áo cùng Hungary bắt đầu tiến tới một thỏa hiệp.
Năm 1866, Phổ đánh bại Áo trong Chiến tranh Áo–Phổ, càng làm rõ thêm sự suy yếu của đế chế Habsburg. Các cuộc đàm phán giữa hoàng đế và các lãnh đạo Hungary được đẩy mạnh và cuối cùng dẫn đến Thoả hiệp 1867, tạo ra chế độ Quân chủ song hành Áo–Hungary, còn được gọi là Đế quốc Áo–Hungary.

## Nhân khẩu
| Các nhóm dân tộc trong Vương quốc Hungary theo nhà thống kê Hungary Elek Fényes           | Dân số khoảng 1840 | Tỉ lệ   |
| ----------------------------------------------------------------------------------------- | ------------------ | ------- |
| Người Magyar (bao gồm cả người Di-gan (75.107) vì họ nói tiếng Hungary)                   | 4.812.759          | 37,36 % |
| Người Slav (Người Slovak, Người Rusyn, Người Bulgaria, Người Serbia, Người Croatia, v.v.) | 4.330.165          | 33,62 % |
| Người Vlach                                                                               | 2.202.542          | 17,1 %  |
| Người Đức (Sachsen Transylvania, Người Swabia vùng Danube, v.v.)                          | 1.273.677          | 9,89 %  |
| Người Do Thái                                                                             | 244.035            | 1,89 %  |
| Người Pháp (chủ yếu từ Lorraine và Alsace)                                                | 6.150              | 0,05 %  |
| Người Hy Lạp                                                                              | 5.680              | 0,04 %  |
| Người Armenia                                                                             | 3.798              | 0,03 %  |
| Người Albania                                                                             | 1.600              | 0,01 %  |
| Tổng cộng                                                                                 | 12.880.406         | 100 %   |